# Satolas-et-Bonce
Satolas-et-Bonce là một xã thuộc tỉnh Isère trong vùng Rhône-Alpes đông nam nước Pháp. Xã này nằm ở khu vực có độ cao trung bình 253 mét trên mực nước biển. Theo điều tra dân số năm 1999 của INSEE có dân số là 1941 người.
Sông Bourbre tạo thành phần lớn ranh giới phía đông thị trấn.